# Buth
Buth var en medeltida frälseätt från Kinds härad i Västergötland. Ättens stamfar var Erik Buth. Han var väpnare och nämndeman i Kinds härad i Västergötland 1458. Ättens vapen var ursprungligen en sparre medan senare generationer lagt till en stjärna under sparren.
Bror Eriksson eller Broder Buth var son till Erik Buth, förde en sparre i vapnet, och nämns tidigast 1463. 
Han var häradshövding i Kinds härad i Västergötland mellan 1472 och 1473. Var häradshövding i Ås härad i Västergötland åtminstone mellan 17 februari 1484 och 1 april 1499. Hans sätesgård var Bragnum i Länghems sn i Kinds hd i Västergötland. Han dog tidigast 1507. Han var först gift med Märta Knutsdotter dotter till häradshövdingen Knut Aervidsson (Sparre över stjärna) och Kerstin Bengtsdotter (Sparre över blad). Hans andra hustru var Margareta Mårtensdotter dotter till Mårten Svensson och Ragnhild Håkansdotter. Med första hustrun fick han tre döttrar och med andra hustrun en son och en dotter.
Hans son, eller sonson, Bror Eriksson lade till en stjärna under sparren, troligen efter ingiftet i ätten Drake av Intorp eller Store, 
Bror Eriksson, ägda från 1550 Risa i Örsås i Kinds härad i Västergötland, som sätesgård, vilken brändes av danskarna 16 juli 1566. Risa hade tidigare ägts av hans farmors 
Margareta Markusdotter, vilken i sin tur via sin mor Ragnhild Håkansdotter ärvt Risa från sin far, Håkan Eriksson i Risa.
Broder Buths dotterdotters dotter Karin Hansdotter (sparre och tre stjärnor), som var frilla till hertig Johan (Vasa), förde i sitt vapen en sparre åtföljd av tre stjärnor, två ovanför och en nedanför sparren.